# Łubiana

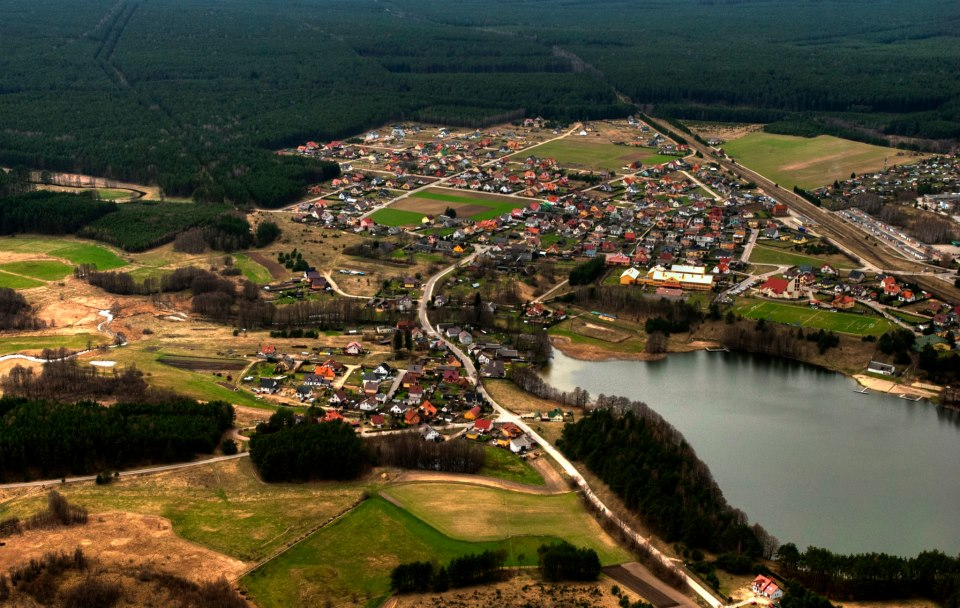
Łubiana z lotu ptaka.

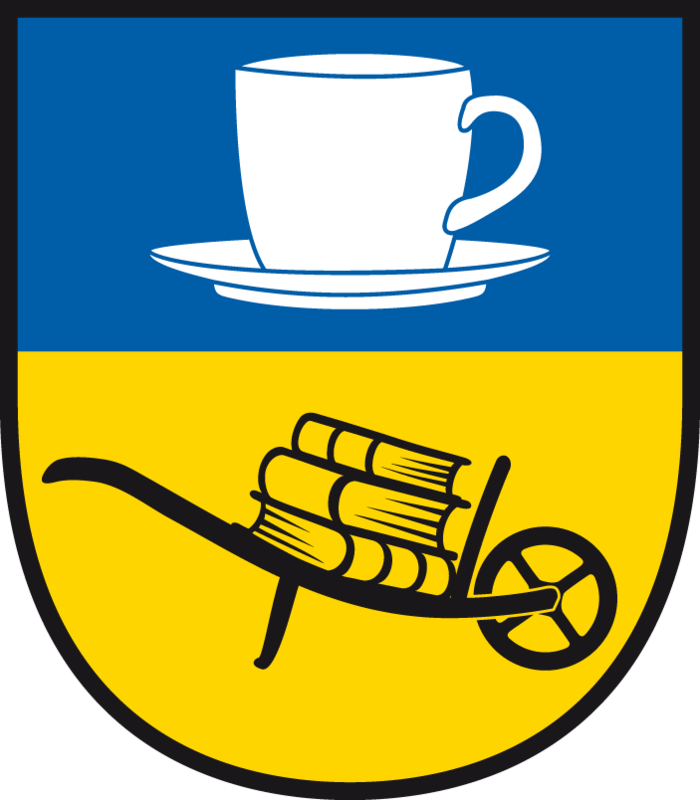
Nieoficjalny herb wsi Łubiana

Łubiana (dodatkowa nazwa w j. kaszub. Łubianô, niem. Lubianen) – duża kaszubska wieś letniskowa w Polsce, położona w województwie pomorskim, w powiecie kościerskim, w gminie Kościerzyna, nad jeziorem Granicznym i na północ od jeziora Sudomie, w odległości 10 km od Kościerzyny i 1 km od drogi krajowej nr 20 ze Stargardu do Gdyni. Łubiana ma kilka połączeń kolejowych z Kościerzyną i Chojnicami poprzez Lipusz i Brusy. Wieś stanowi ośrodek sportów wodnych i punkt etapowy szlaku wodnego Graniczna-Trzebiocha. Prowadzi tędy również turystyczny Szlak Kaszubski. Jest drugą wsią w powiecie pod względem liczby ludności, ustępując pierwszeństwa Lipuszowi.
W latach 1975–1998 miejscowość administracyjnie należała do województwa gdańskiego. Siedziba sołectwa o powierzchni 1423,76 ha.

## Nazwy źródłowe miejscowości
Do miejscowego zakładu porcelany stołowej „Lubiana” nawiązuje błędna forma nazewnicza Łubiany – z literą L na początku. kaszb. Łëbianô lub też Łubianô, Łubianna, niem. Lubianen, dawniej Lubian, Lubiana, Lubanie

## Historia
Pierwsze historyczne wzmianki o miejscowości pochodzą z roku 1284 z dokumentu Mściwoja II, mówiącego o regionie Piśni. Od II pokoju toruńskiego w roku 1466 na obszarze I Rzeczypospolitej. W efekcie I rozbioru Polski w roku 1772 dostała się pod zwierzchnictwo administracyjne zaboru pruskiego. W 1861 r. Łubiana, w której była huta szkła i szkoła, liczyła 336 mieszkańców. Po I wojnie światowej Łubiana powróciła do Polski. W okolicach Łubiany 26 maja 1944 doszło do starcia ponad 50 żołnierzy podziemia Gryfa Pomorskiego i AK ze zgrupowania Leona Kulasa – Zawiszy z okrążającymi je oddziałami niemieckiej policji i SS. Największą sławę nie tylko w kraju, ale na całym świecie zyskała Łubiana dzięki powstałemu na jej terenie w 1969 r. Zakładowi Porcelany Stołowej i swoim pięknym wyrobom. Od tego czasu datuje się dynamiczny, trwający do dzisiaj rozwój tej miejscowości – powstają bloki mieszkalne i liczne domki jednorodzinne.

## Sport
W miejscowości działa klub piłkarski Ceramik Łubiana (LKS Ceramik Łubiana) – w sezonach 2008/09, 2009/10, 2010/2011 oraz 2011/2012 grający w klasie okręgowej Gdańsk II.

## Religia
Na terenie wsi znajduje się Parafia św. Maksymiliana Kolbego w Łubianie.
W kościele parafialnym znajdują się relikwie św. Maksymiliana Marii Kolbego oraz bł. Jerzego Popiełuszki. W październiku 2013 roku, przy okazji XXX-lecia parafii, wprowadzono relikwie siostry Faustyny Kowalskiej.
w 2021 na dachu świątyni zamontowano panele fotowoltaiczne tworzące formę krzyża.

## Komunikacja i transport

### Komunikacja kolejowa
Przez miejscowość przebiega linia kolejowa nr 211, w miejscowości znajduje się stacja kolejowa Łubiana. W 2005 roku dworzec w Łubianie został wyremontowany na koszt Gminy Kościerzyna i mieści się w nim między innymi świetlica, sala do aerobiku oraz oddział klubu bokserskiego „Ósemka” z Chojnic.

### Komunikacja samochodowa
W miejscowości znajdują się dwa przystanki PKS, do których dojeżdżają autobusy m.in. z Kościerzyny.